# Ro (literă)

Litera grecească Ro, majusculă și minusculă

Ro (în greacă ῥῶ, majusculă Ρ, minusculă ρ, pronunțându-se în alfabet [ro] sau [r] când se află într-un cuvânt) este a 17-a literă din alfabetul grec, corespunzând literei R din alfabetul latin. În sistemul de numerotație alfabetic grecesc, ρ are valoarea numerică 100.  Ro derivă din litera feniciană „𐤓”. Este important să nu se confunde cu P-ul din alfabetul latin.

## Utilizări

### În limba greacă
Ro este considerată ca fiind o consoană lichidă, care are implicări importante în morfologie. În greaca veche/arhaică și în greaca modernă, litera se pronunță atunci când se află într-un cuvânt ca [r].

### În fizică
Litera ρ este simbolul pentru densitate: ρ = m/V, care se măsoară (în sistemul internațional în kg/m3.